# Uroplectes xanthogrammus
Espèce
Synonymes
- Uroplectes intermedius Tullgren, 1910

Uroplectes xanthogrammus est une espèce de scorpions de la famille des Buthidae.

## Distribution
Cette espèce est endémique de Tanzanie.

## Description
Le mâle syntype mesure 32 mm et la femelle syntype 43 mm.

## Publication originale
- Pocock, 1897: « Descriptions of two new species of Scorpions from East Africa. » Annals and Magazine of Natural History, sér. 6, vol. 19, p. 116-119 (texte intégral).